# Chelicerca nodulosa
Chelicerca nodulosa is een insectensoort uit de familie Anisembiidae, die tot de orde webspinners (Embioptera) behoort. De soort komt voor in Mexico.
Chelicerca nodulosa is voor het eerst wetenschappelijk beschreven door Ross in 1944.